# MKM
MKM, eller mobilt kommunikationsmodul, er et støttekøretøj der holder ved alle Beredskabsstyrelsens operationelle centre, inklusive Frivilligcenter Hedehusene, men ikke ved Beredskabsstyrelsen Sjælland, som i stedet har et ledelses- og kommunikationsmodul.
Et MKM er i bund og grund et mobilt fremføringskøretøj for 30 håndholdte radioer. Det har til formål at fremføre et stort antal ens radioer, der kan bruges på et større skadessted for at gøre kommunikationen lettere, da der normalt kan være op mod 8 eller flere forskellige radiosystemer.
Ved kun at bruge ét radiosystem fra et MKM sikrer man sig, at alle kan snakke med hinanden.
Når Tetra-netværket, i Danmark kaldet SINE, bliver indført vil dette ikke længere være et problem. Derefter vil de forskellige MKM-køretøjer blive udfaset, og bilerne brugt til andre formål.